# Euagra coelestina
Euagra coelestina är en fjärilsart som beskrevs av Pieter Cramer 1782. Euagra coelestina ingår i släktet Euagra och familjen björnspinnare. Inga underarter finns listade i Catalogue of Life.

## Bildgalleri

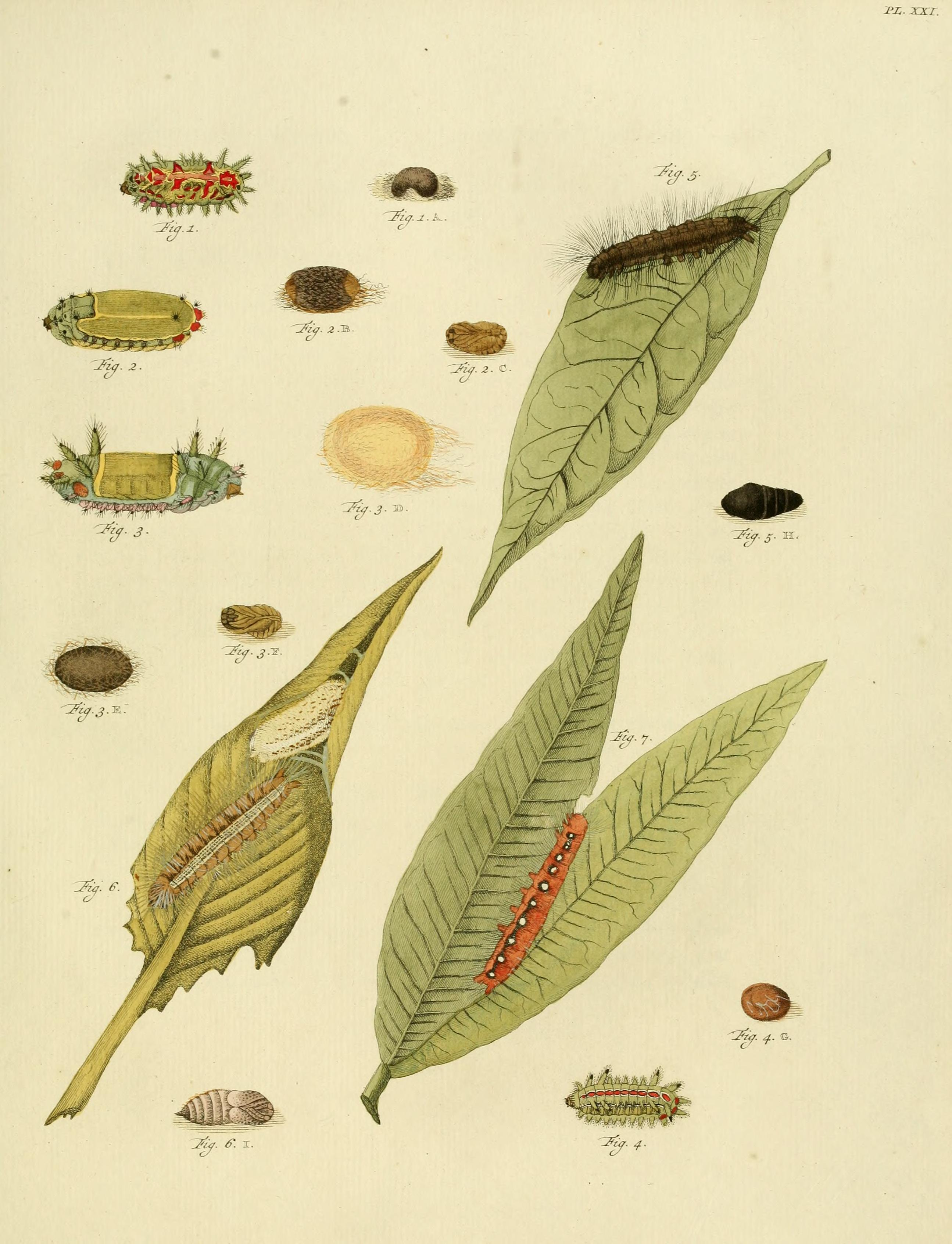
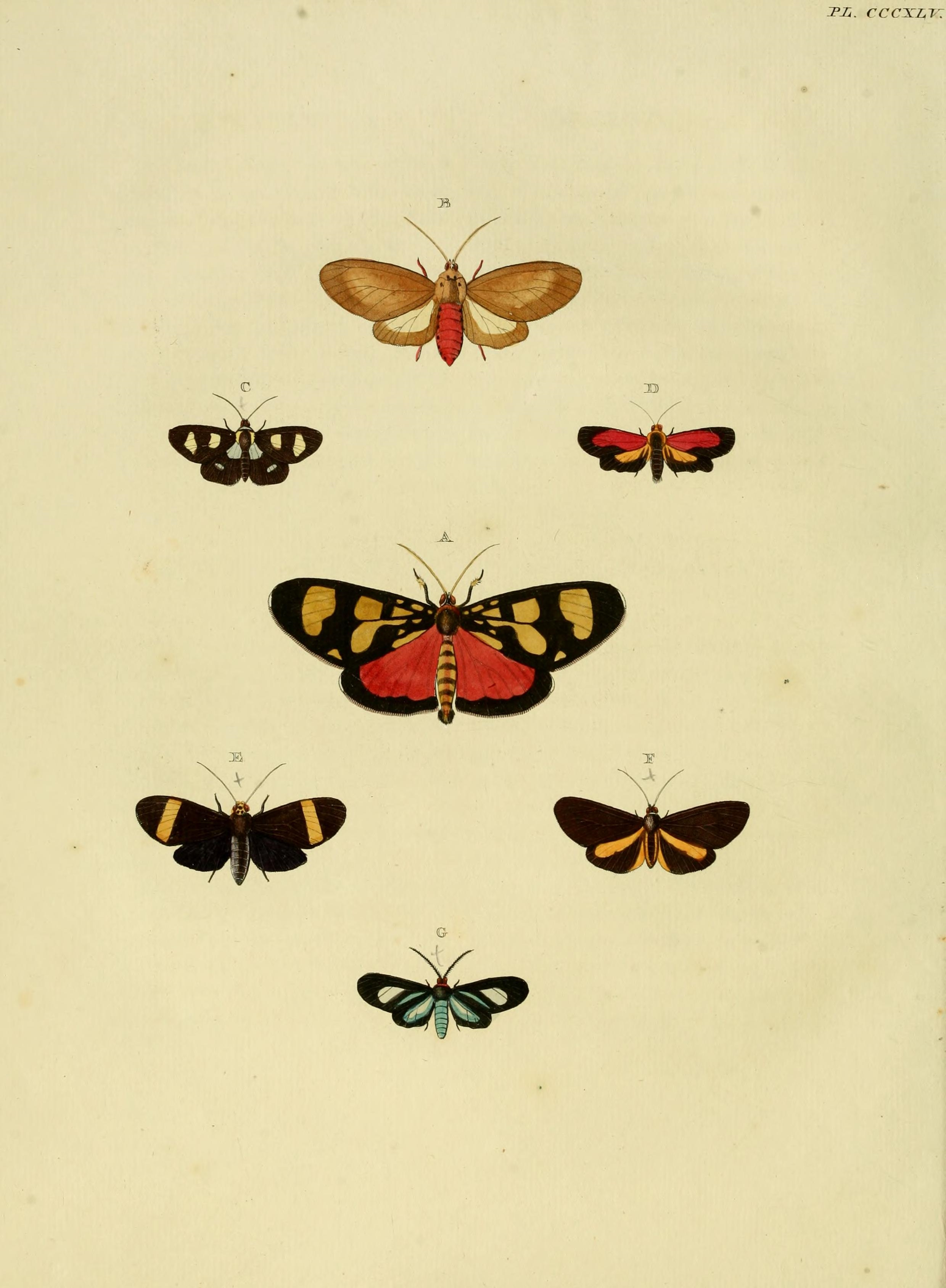